# Mercedes-Benz Citan
Mercedes-Benz Citan (type W415) er et leisure activity vehicle fra den tyske bilfabrikant Mercedes-Benz, baseret på anden generation af Renault Kangoo. Bilen kom på markedet i Europa den 27. oktober 2012 og er efterfølger for den allerede i 2005 udgåede Mercedes-Benz Vaneo. Citan bygges i det nordfranske Maubeuge af firmaet Maubeuge Construction Automobile. Modellen findes i tre forskellige versioner og tre forskellige længder.

## Versioner
Citan findes i tre forskellige versioner: Citan kassevogn, som kan kombineres med alle tilgængelige længder (kompakt: 3937 mm, lang: 4321 mm, ekstra lang: 4705 mm), Citan Mixto, som er en kassevogn med ruder og som findes med ekstra langt karrosseri samt Citan Kombi, personbil i lang udgave. Mixto, Kombi og kassevogn er som standard udstyret med skydedør i højre side, men kan som ekstraudstyr udstyres med en ekstra skydedør i venstre side.

## Tekniske specifikationer
I starten findes Citan med to 1,5-liters dieselmotorer med en effekt på 55 kW (75 hk) hhv. 66 kW (90 hk). Begge motorer er kombineret med en femtrins manuel gearkasse. Gearskifteindikator er standardudstyr. I sommeren 2013 udvides motorprogrammet med en turboladet 1,2-liters benzinmotor med direkte indsprøjtning og 84 kW (114 hk), samt endnu et effekttrin af 1,5-liters dieselmotoren med 80 kW (109 hk). Hvor benzinmotoren som standard er kombineret med BlueEFFICIENCY-pakke, fås den som ekstraudstyr til dieselmotorerne. Pakken omfatter start/stop-system, bremseenergigenvindingssystem samt rullemodstandsoptimerede dæk, så brændstofforbruget med denne pakke kan reduceres med op til 0,4 liter pr. 100 km.
| Model         | Cylindre | Ventiler | Slagvolume cm³ | Max. effekt kW (hk) / omdr. | Max. drejningsmoment Nm / omdr. | Motorkode            | 0-100 km/t sek. | Topfart km/t | Byggeår  |
| ------------- | -------- | -------- | -------------- | --------------------------- | ------------------------------- | -------------------- | --------------- | ------------ | -------- |
| Benzinmotorer |          |          |                |                             |                                 |                      |                 |              |          |
| 112           | 4        | 16       | 1192           | 84 (114) / 4500             | 190 / 2000 − 4000               | M 200 DE 12 AL       |                 |              | 6/2013 − |
| Dieselmotorer |          |          |                |                             |                                 |                      |                 |              |          |
| 108 CDI       | 4        | 8        | 1461           | 55 (75) / 4000              | 180 / 1750 − 2500               | OM 607 DE 15 LA red. | 16,1−16,3       | 147−150      | 9/2012 − |
| 109 CDI       | 4        | 8        | 1461           | 66 (90) / 4000              | 200 / 1750 − 2750               | OM 607 DE 15 LA      | 13,1−13,3       | 155−160      | 9/2012 − |
| 111 CDI       | 4        | 8        | 1461           | 80 (109) / 4000             | 240 / 1750 − 2500               | OM 607 DE 15 LA      |                 |              | 6/2013 − |